# Yoshiyuki Tsuruta
Yoshiyuki Tsuruta (Japón, 1 de octubre de 1903-24 de julio de 1986) fue un nadador japonés especializado en pruebas de estilo braza, donde consiguió ser campeón olímpico en 1932 en los 200 metros.

## Carrera deportiva
En las Olimpiadas de Ámsterdam 1928 ganó el oro en los 200 metros braza; y cuatro años después, en los Juegos Olímpicos de Los Ángeles 1932 ganó la medalla de oro en los 200 metros estilo braza, con un tiempo de , por delante del también japonés Reizo Koike y del filipino Teófilo Yldefonso.